# Clã Inoue

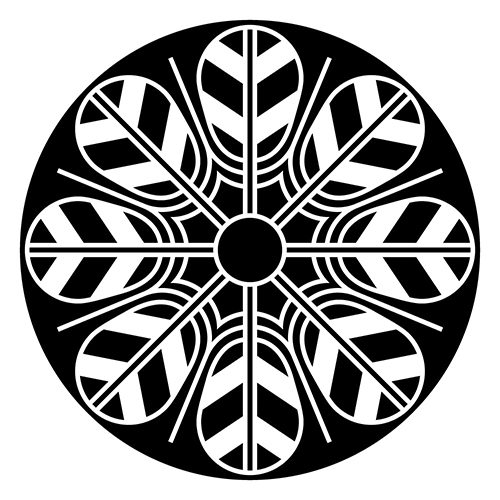
kamon do Clã Inoue

O Clã Inoue (井上氏, Inoue-shi) foi um clã samurai da linhagem Kawachi Genji que ganhou destaque a partir do final do Período Kamakura e do Período Edo da História do Japão 
A menção do sobrenome Inoue pode ser encontrada em registros do Período Nara, no entanto, o Clã Inoue, tem seus antepassados na linhagem Seiwa Genji fundada por Minamoto no Mitsunaka no final do Período Heian  . 
Um filho de Mitsunaka, Minamoto no Mitsusane, estabeleceu-se no Distrito Takai , Província de Mino em um lugar chamado Inoue. Sob o Shogunato Tokugawa , os  Inoue, que eram hereditariamente vassalos do Clã Tokugawa, foram elevados a condição de daimyō . 